# Marrákeš
Marrákeš (arabsky مراكش [marrākuš]‎, v marocké hovorové arabštině Mrrākeš, francouzsky Marrakech, původně berbersky tamurt'n'Akkuc, „Boží země“) je město ve vnitrozemí Maroka na úpatí Vysokého Atlasu. Je hospodářským a kulturním střediskem jižní části státu. Se svými přibližně 1 milionem obyvateli je čtvrté největší město v zemi (po Casablance, Rabatu a Fèsu). Zároveň je jedním ze čtyř královských měst Maroka (kromě Marrákeše jsou to ještě Fès, Rabat a Meknes). Rozprostírá se v průměrné nadmořské výšce 468 m n. m. Marrákeš je dopravní křižovatkou centrálního Maroka – vlakové spojení má s městy Casablancou a Safi, nachází se zde mezinárodní letiště Menara.

## Historie
Město bylo založeno v počátcích vlády Almorávidů mezi roky 1062 a 1070 (přesný rok není znám). Zpočátku mělo město pravděpodobně podobu tábora a trhu nebo opevněného města tvořícího se kolem tábora.
Město založil neúnavný válečník Júsuf ben Tášfín (يوسف بن تاشفين) (dynastie Almoravidů), jenž dobyl Maroko za dva roky a poté se zaměřil na Španělsko, kde porazil křesťanské krále a ustanovil marockou vládu nad Andalusií. Za jeho vlády byl vedle Marrákeše hlavní základnou také Fès. Až za vlády jeho syna, zbožného Alího ben Júsufa (علي بن يوسف), se stal hlavním centrem Marrákeš. V této době dochází k výstavbě nového města a královských paláců, lázní a mešit, na které se podíleli významní řemeslníci a architekti z Córdoby. V této době byly vybudovány i podzemní kanály (khettara), které dodávaly do města a do založených palmárií vodu. V letech 1126–1127 byl postaven první sedmikilometrový okruh hradeb nahrazující starý ochranný val z trní. Tyto hradby vytvořené z tzv. tabia (červeného jílu zpevněného vápnem) jsou dodnes městskými zdmi (ačkoliv již mnohokrát přestavěnými).
Ortodoxní a reformátorská dynastie Almohadů, jež nastoupila po Almoravidech, město vydrancovala během několika dní poté, co si jej v roce 1147 přivlastnila. Přesto však Marrákeš zůstal důležitým městem říše, jejíž moc se díky fenomenálnímu dobývání rozšířila až k Tripolsku (dnešní Libye).

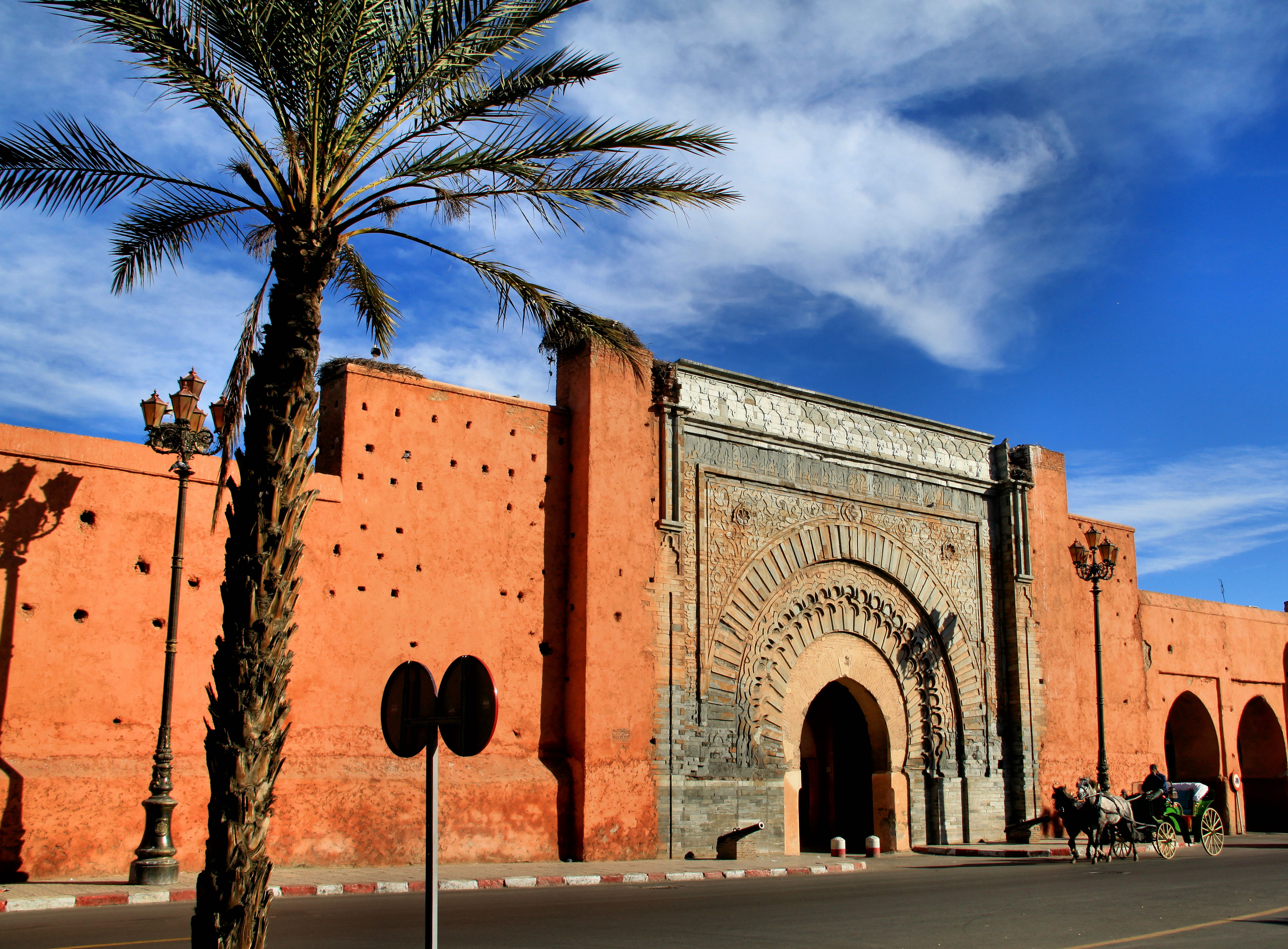
Brána Bab Agnaou

Nejbohatší období města začalo v roce 1148 s nástupem třetího sultána z dynastie Almohadů Jakúba al-Mansúra. Za jeho vlády byly ve městě vytvořeny kissarie, v nichž se prodávaly a skladovaly italské a orientální látky. Započaly práce na stavbě nové kasby. Do Marrákeše se sjelo velké množství básníků a učenců, mezi nimiž byl i Ibn Rušd (zvaný Averroes) – nejslavnější arabský středověký filozof (1126–1198). Asi nejvýznamnější stavbou postavenou za Mansúra byla ohromná mešita Kutubíja a její minaret.
Kolem roku 1220 se impérium rozpadlo a na marockém území proběhlo několik občanských válek. Během této doby se stal Marrákeš cílem loupení, chátrání a přestavování. Kromě krátkého období v letech 1374–1386, kdy město fungovalo jako centrum nezávislého Merenidského království, stál Marrákeš ve stínu města Fès, a to až do nástupu Saadů na počátku 16. století.

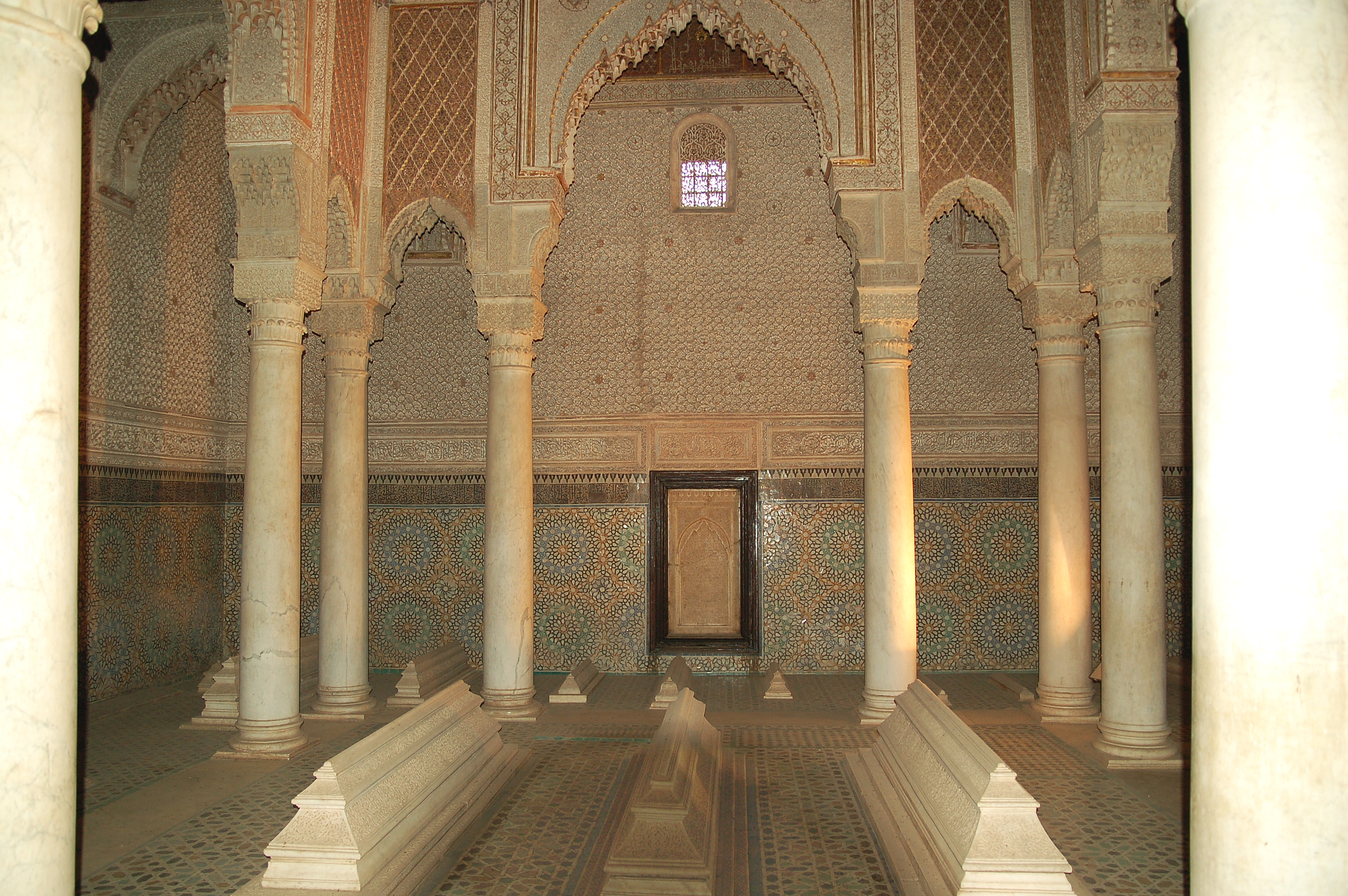
Saadské hrobky

Saadové obsadili Marrákeš v roce 1521. Během jejich vlády se dostalo Marrákeši posledního záblesku imperiální slávy. První panovníci z této dynastie získali zpět pobřeží Atlantiku, držené Portugalci, když Ahmad al-Mansúr porazil Portugalce v bitvě Tří králů. Následně vedl Mansúr dobyvačnou výpravu do Timbuktu, čímž získal kontrolu nad nejvýnosnějšími cestami karavan v Africe. Bohatství plynoucí z těchto nových území plynulo do stavby paláce El Badi, největší a nejhonosnější stavby ve městě. Padl však za oběť rivalitě mezi dynastiemi a až na výjimku mauzolea (saadské hrobky) byl srovnán se zemí Múláj Ismáílem, druhým sultánem dynastie Alaouitů, který dával přednost Meknesu před Marrákešem.
Za vlády Alaouitů byl rozvoj a význam města zanedbatelný. Marrákeš se stal přechodným sídlem sultánů, a to zejména z důvodu potřeby zavedeného centra na jihu země, které skýtalo ochranu před jižními kmeny.
Mezi 17. a 19. stoletím ztratil Marrákeš velkou část dřívějšího trhu a zaznamenal tak odliv obyvatelstva. Encyclopædia Britannica zaznamenala roku 1875 úpadek města takto: „Zeď, 25 nebo 30 stop vysoká a po každých 360 stopách přerušená čtvercovými věžemi, je tak zchátralá, že chodci, a na některých místech i jezdci, mohou procházet trhlinami tam i zpět. Mezi zdmi jsou obrovské otevřené prostory, z velké části zahlcené hromadami smetí a hnijících odpadků.“
Posledními panovníky, jež vládli v Marrákeši před francouzským protektorátem, byli Múláj Hassan (1873–1894) a Múláj Abd al-Azíz (1894–1908). Při příjezdu Francouzů ve městě působil krátkodobý uchazeč o trůn, duchovní vůdce El Hiba. Po většinu koloniálního období však město bylo doslova v poddanství paši Thamiho el-Glaouiho, nejsilnější a nejpanovačnější osobnosti své doby.
Od získání nezávislosti změnilo město ráz vlnou přistěhovalců z Atlasu a jeho okolí, vlivem nových metod obhospodařování planiny Haouz a zejména značným rozvojem turismu. Roku 1978 byla ve městě založena univerzita. V roce 1985 byla medina zapsána na seznam světového dědictví UNESCO. V roce 1989 byl ve městě dostavěn působivý Palais des Congrès, hostící nejrůznější národní a mezinárodní akce.
Dne 8. září 2023 zasáhlo město silné zemětřesení, které mělo epicentrum zhruba 70 km jihozápadně od Marrákeše. Ve staré části města se zřítily některé budovy, historické centrum města bylo zničeno.

## Ekonomika
Marrákeš je turisticky nejnavštěvovanějším městem Maroka a na 5. místě v Africe (2,1 milionu turistů v roce 2013). Ekonomika města je založena zejména na turistice – v centru města (zejména na náměstí Džamá el-Fná) se tak soustřeďuje mnoho obchodníků, stánkařů a umělců. Rozvoji cestovního ruchu napomáhá i zápis na seznam kulturního dědictví UNESCO z roku 1985. Marrákeš hostí nejrůznější národní i mezinárodní akce. Ve městě jsou četná muzea.
Ve městě je zejména potravinářský, tabákový a textilní průmysl, přičemž průmyslová zóna stále roste a Marrákeš je nejdůležitějším obchodním, průmyslovým i administrativním centrem jižního Maroka. Kromě průmyslu jsou ve městě zastoupena i drobná umělecká řemesla. V okolí města se pěstují olivy, datle a pomeranče.

## Doprava
Město obsluhuje mezinárodní letiště Menara, které leží 5 km jihozápadně od městského centra. Ve městě se dále nachází vlakové nádraží, které je koncovou stanicí trati spojující Marrákeš s Casablankou a Rabatem. Poblíž brány Bab Dukkala stojí autobusové nádraží, odkud vyjíždějí dálkové spoje mj. do Casablanky, Rabatu, Fezu, Agadiru a Warzazátu.
Ve městě je v provozu několik autobusových linek, sdílených taxi a taxi.

## Sport
Ve městě se každý rok v lednu pořádá známý mezinárodní závod v maratonu, paralelně s ním se běží i závod v půlmaratonu. Marrákeš hostil 13. a 14. září 2014 Kontinentální pohár v atletice, kterého se v dresu evropského týmu zúčastnili i čeští oštěpaři Barbora Špotáková a Vítězslav Veselý. Měsíc předtím se v Marrákeši konalo 19. mistrovství Afriky v atletice a na stejném stadionu (Stade de Marrakech) se v prosinci 2013 i v prosinci 2014 uskutečnily některé zápasy (v obou ročnících i finálové utkání) mistrovství světa ve fotbale klubů, pořádaných v Marrákeši, Agádíru a Rabatu. Mezinárodní asociace atletických federací (IAAF) pořádala ve městě i svá mistrovství světa: v roce 1998 to bylo mistrovství světa v přespolním běhu a v roce 2005 mistrovství světa v atletice do 17 let.

## Vývoj počtu obyvatel
| Rok  | Počet obyvatel |
| ---- | -------------- |
| 1985 | 511 000        |
| 2004 | 823 000        |
| 2014 | 928 850        |

## Pamětihodnosti a turistické zajímavosti
- Džamá el-Fná – náměstí v centru města s atrakcemi pro turisty (tržiště, zaklínači hadů, akrobaté, klauni, hudebníci…)
- Jardin Agdal – Agdalská zahrada, přibližně 3 km široká, se zavlažovacím systémem studní
- Jardin Majorelle – malá botanická zahrada z 20. let 20. století naplánovaná francouzským malířem Jacquesem Majorellem (1886–1962)
- Almoravidská kubba – maraboutská hrobka s kupolí. Jediná nepoškozená stavba z dob Almorávidů se základy veškeré marocké architektury.
- mešita Kutubíja – téměř 70 m vysoký minaret a dominanta města. Výstavba začala v roce 1150, minaret byl dokončen za sultána Jakúba el-Mansúra (1184–1199). Architektonické rysy, jež se později rozšířily po celém Maroku.
- Ben Jusufova medresa – starobylá kolej pro studenty, jež je součástí stejnojmenné mešity
- Melláh – židovská čtvrť
- Židovský hřbitov Miara
- Palác Bahia – sídlo postavené velkým vezírem Si Ahmedem Ben Moussou v 90. letech 19. století
- Palác El Badi – dnes už jen trosky paláce, jehož jméno v překladu znamená „Neporovnatelný“
- Muzeum Dar Si Said – Muzeum marockého umění obsahující sbírku berberských šperků, prací ze dřeva, aj.
- Saadské hrobky – nejstarší hrobky datovány od roku 1557

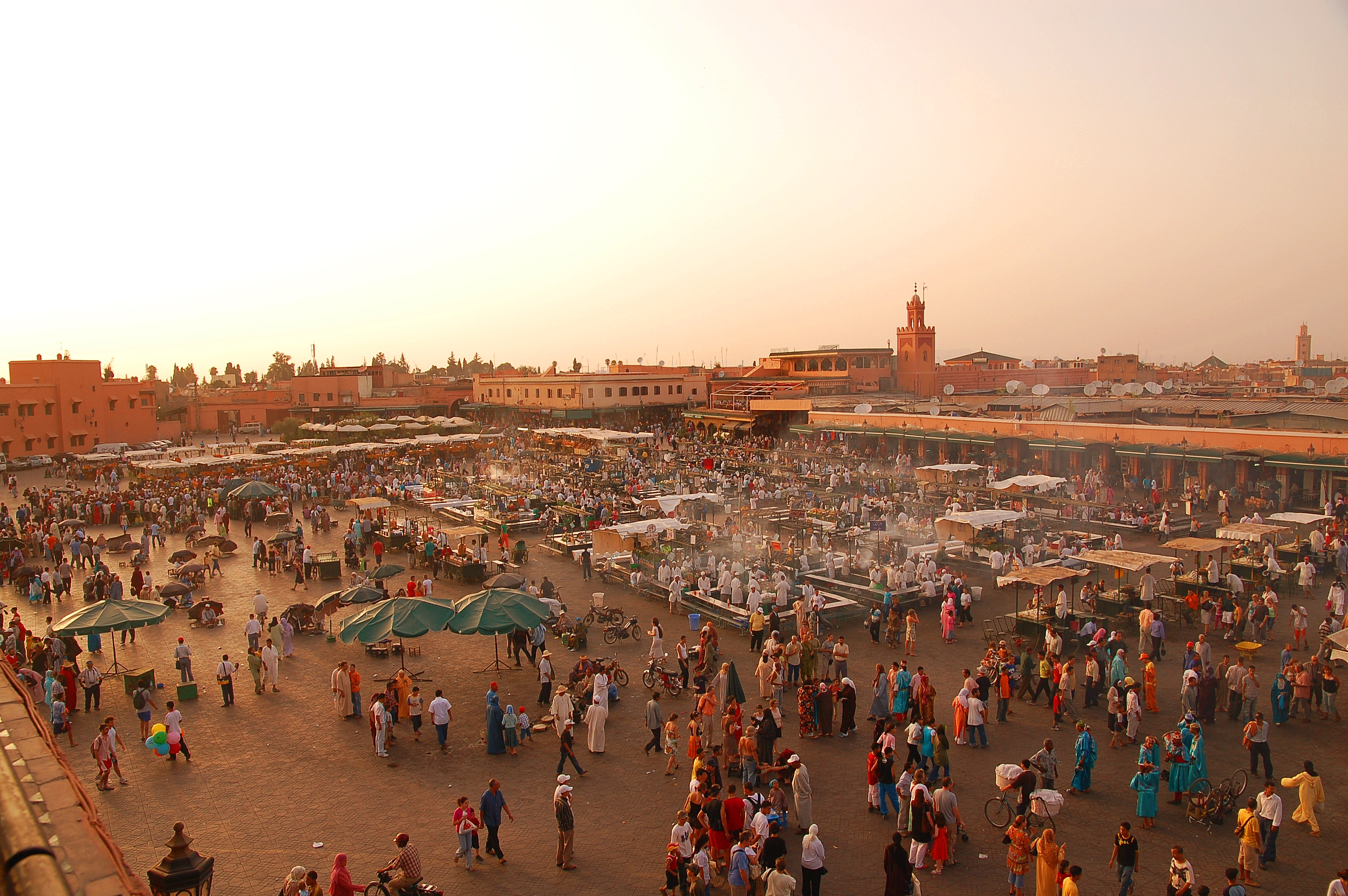
Život na náměstí Džamá el-Fná
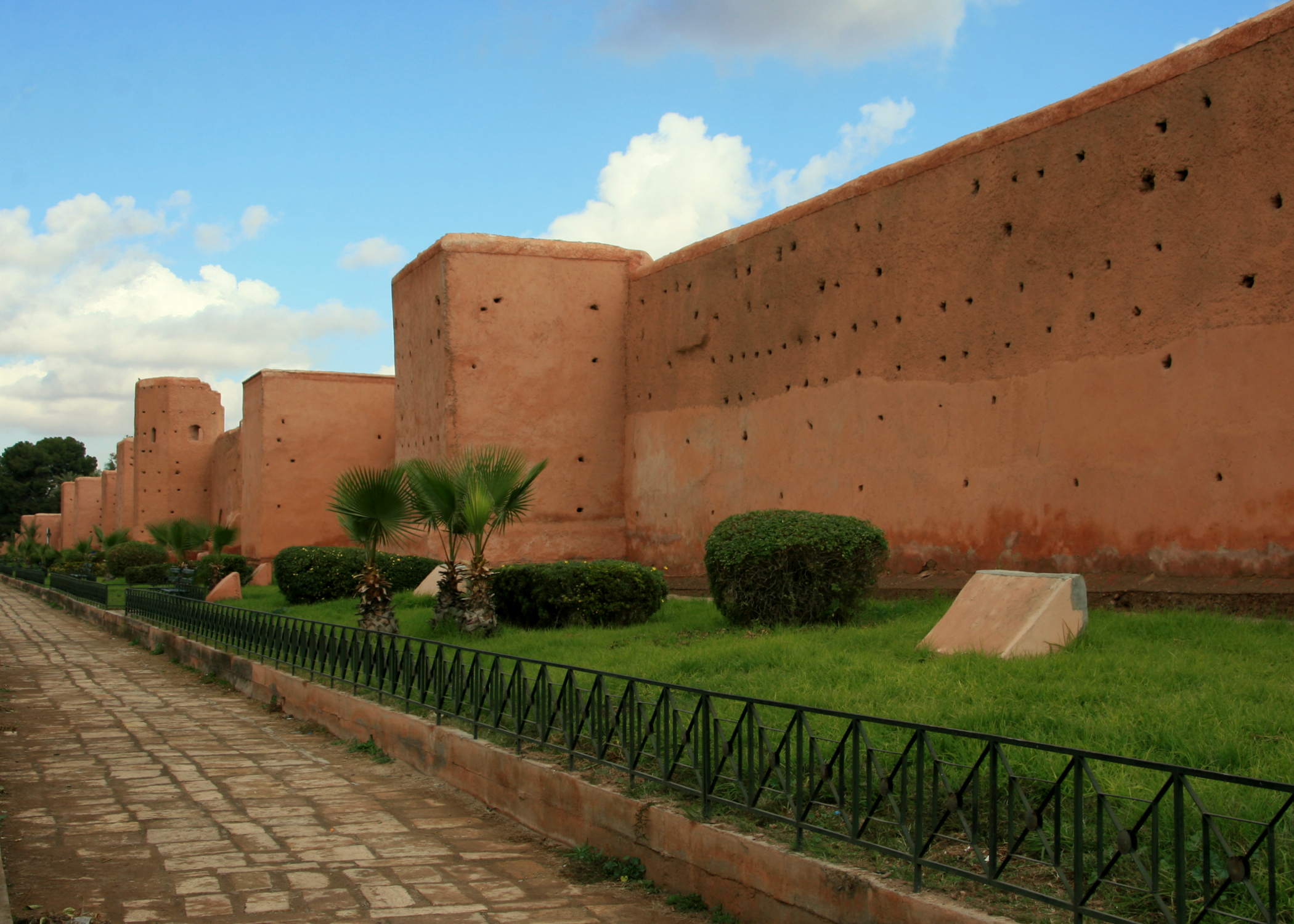
Část městského opevnění
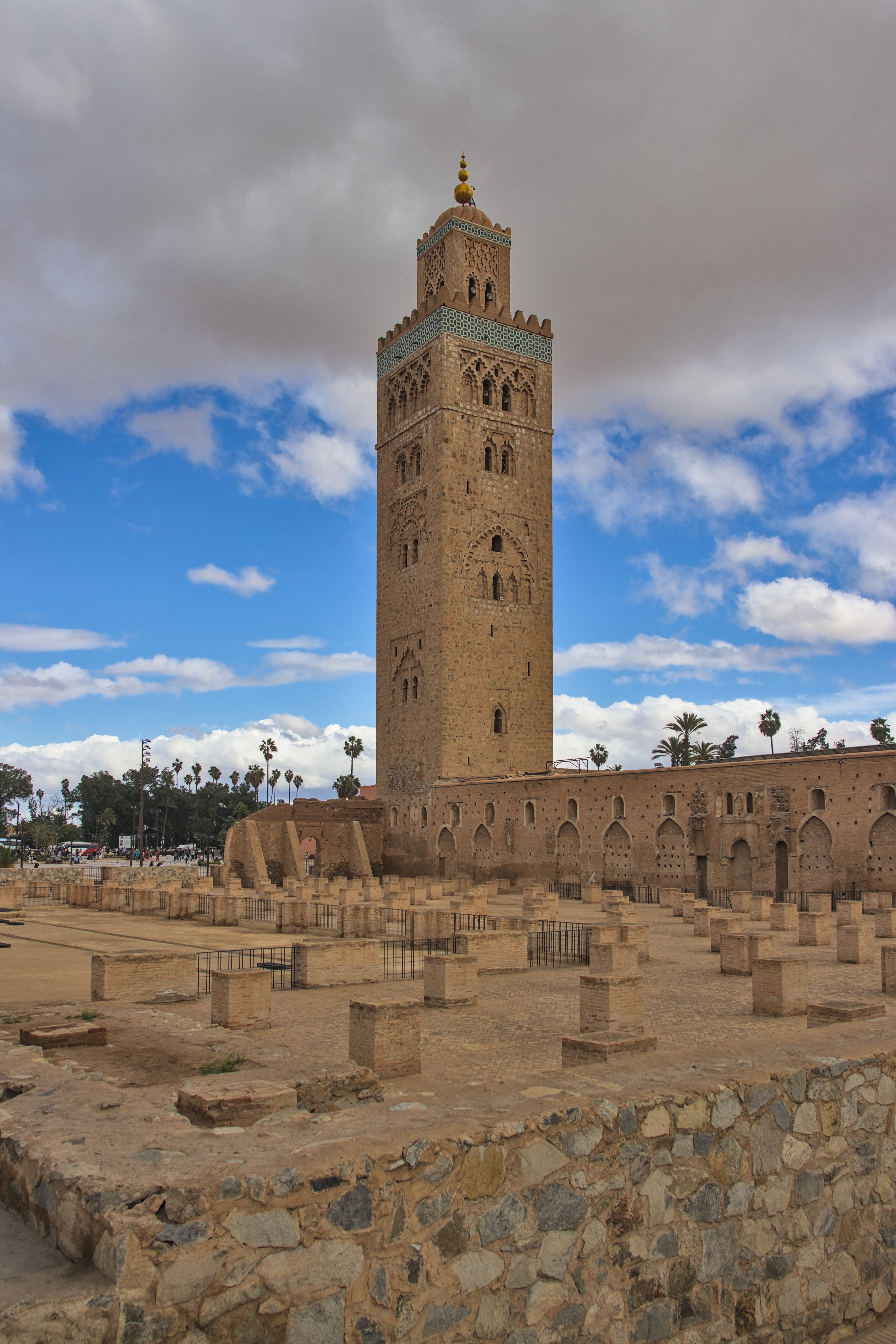
Mešita Kutubíja
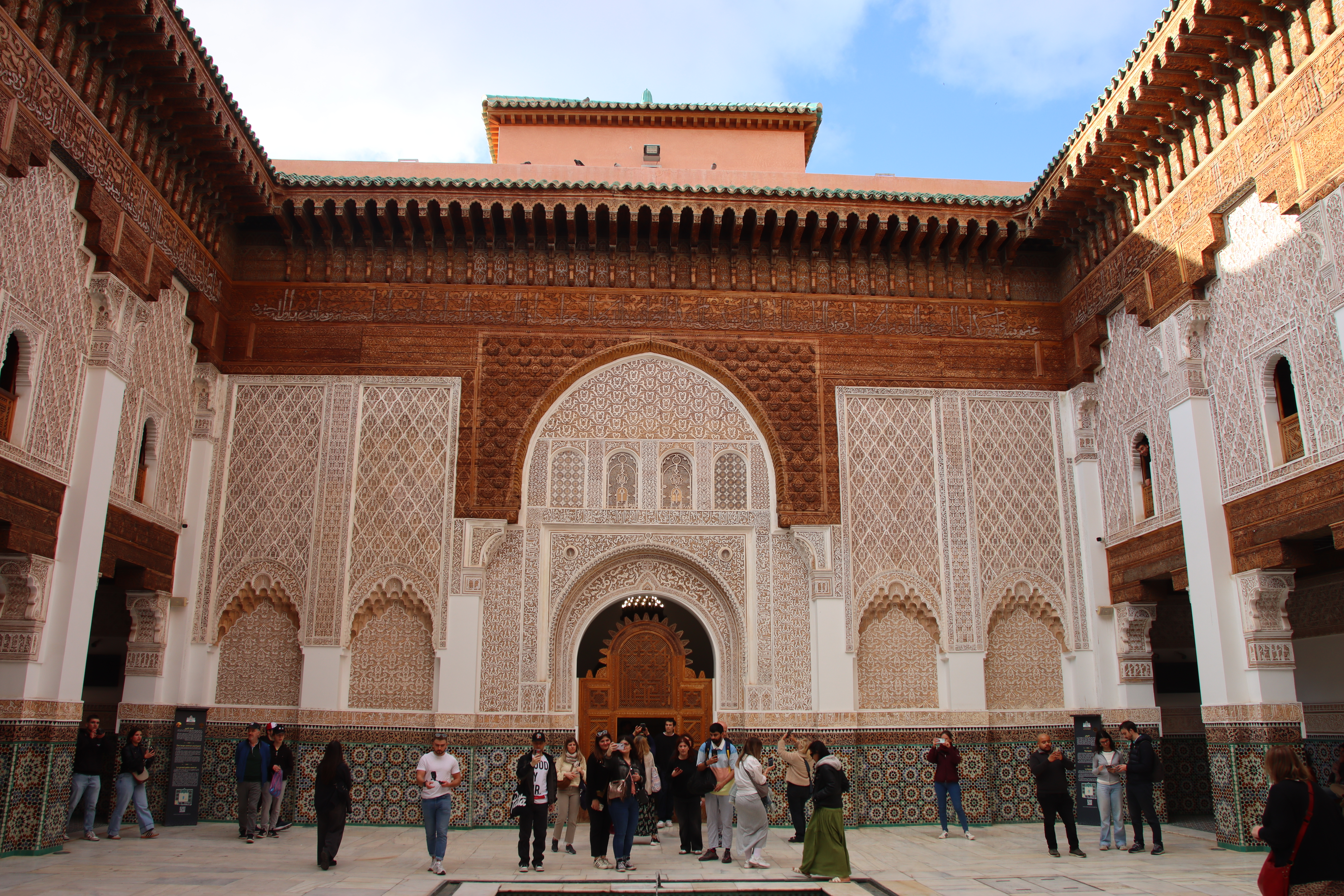
Nádvoří Ben Jusufovy medresy
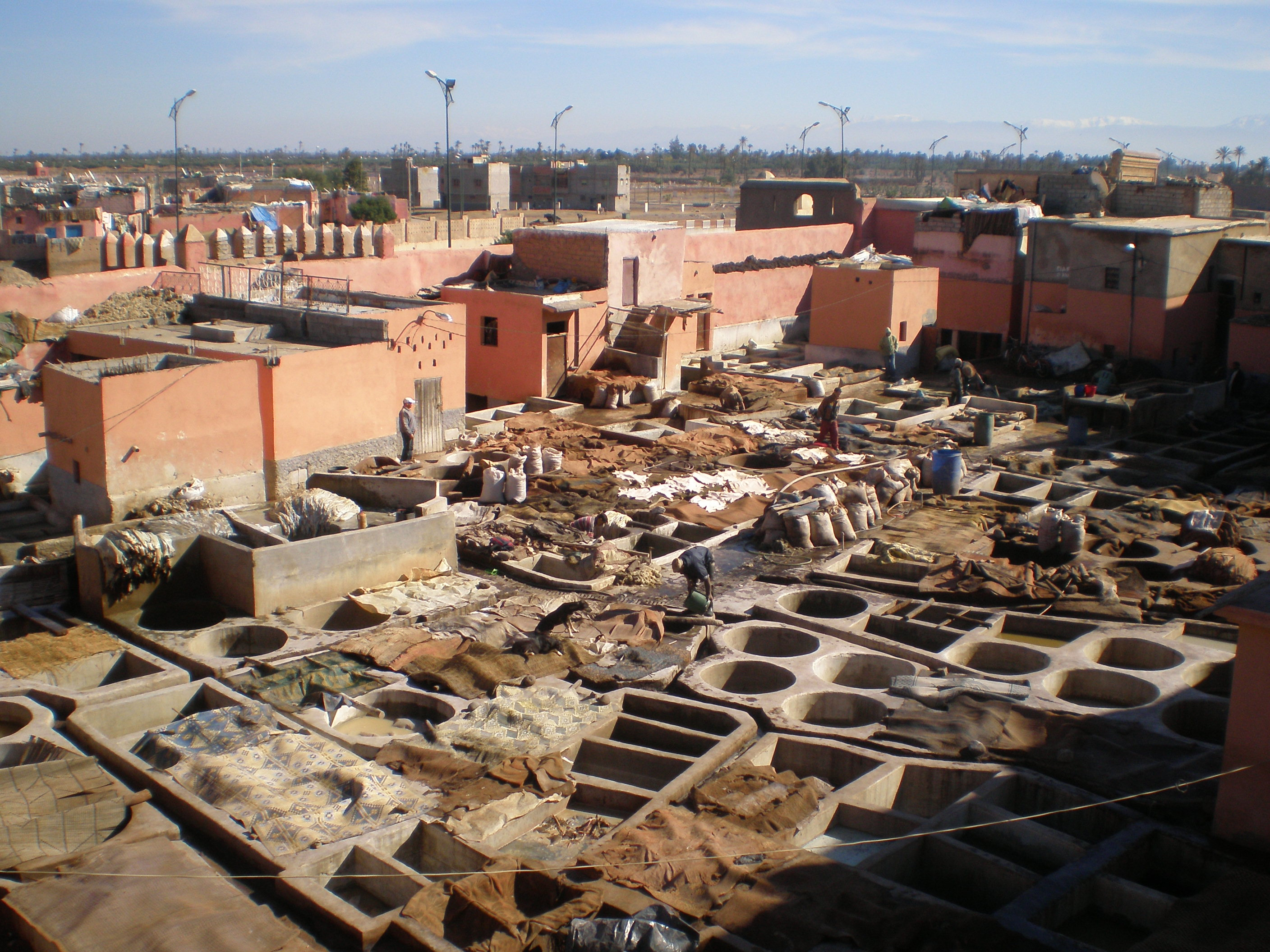
Nádrže v koželužně
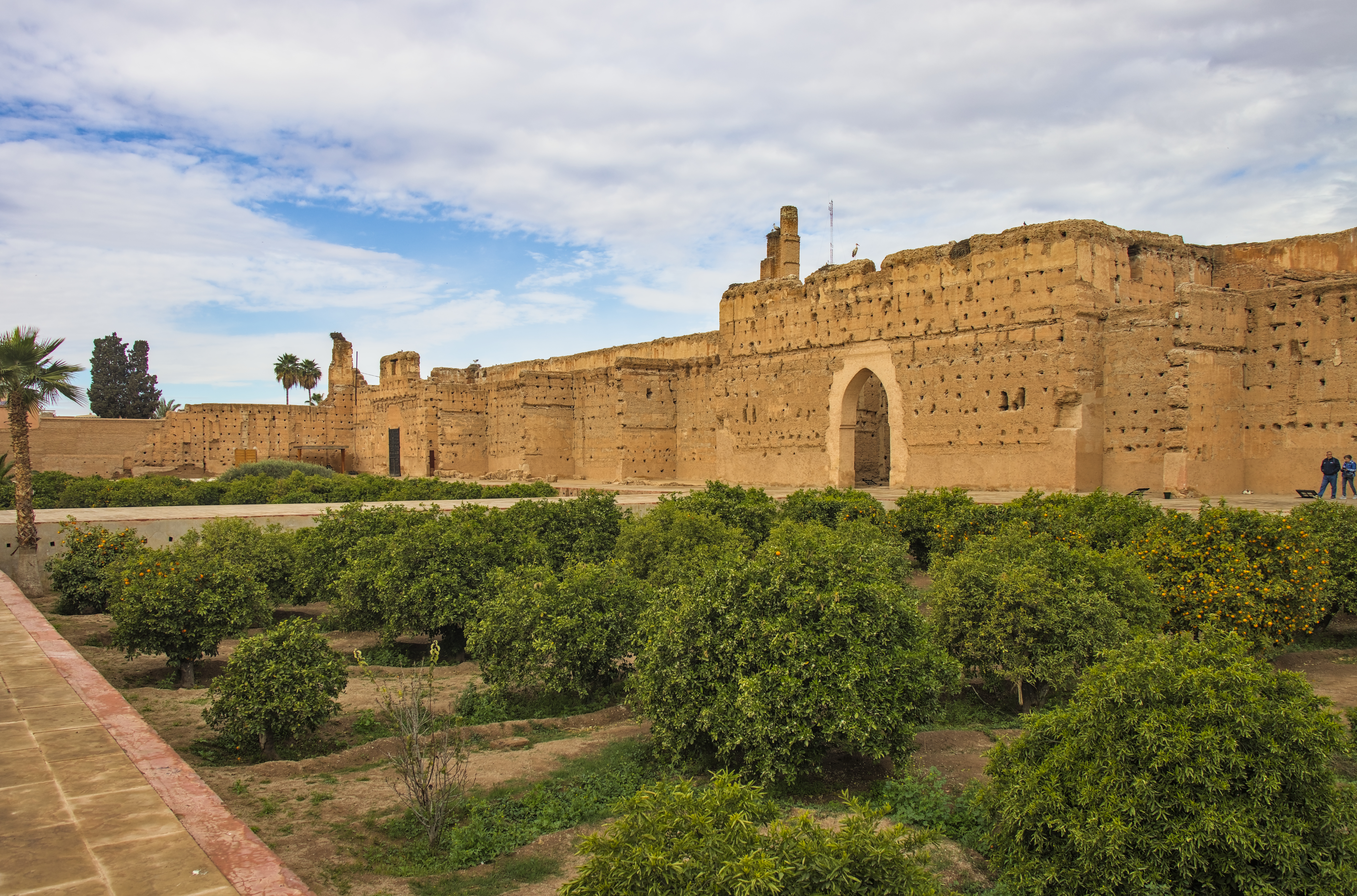
Palác El Badi
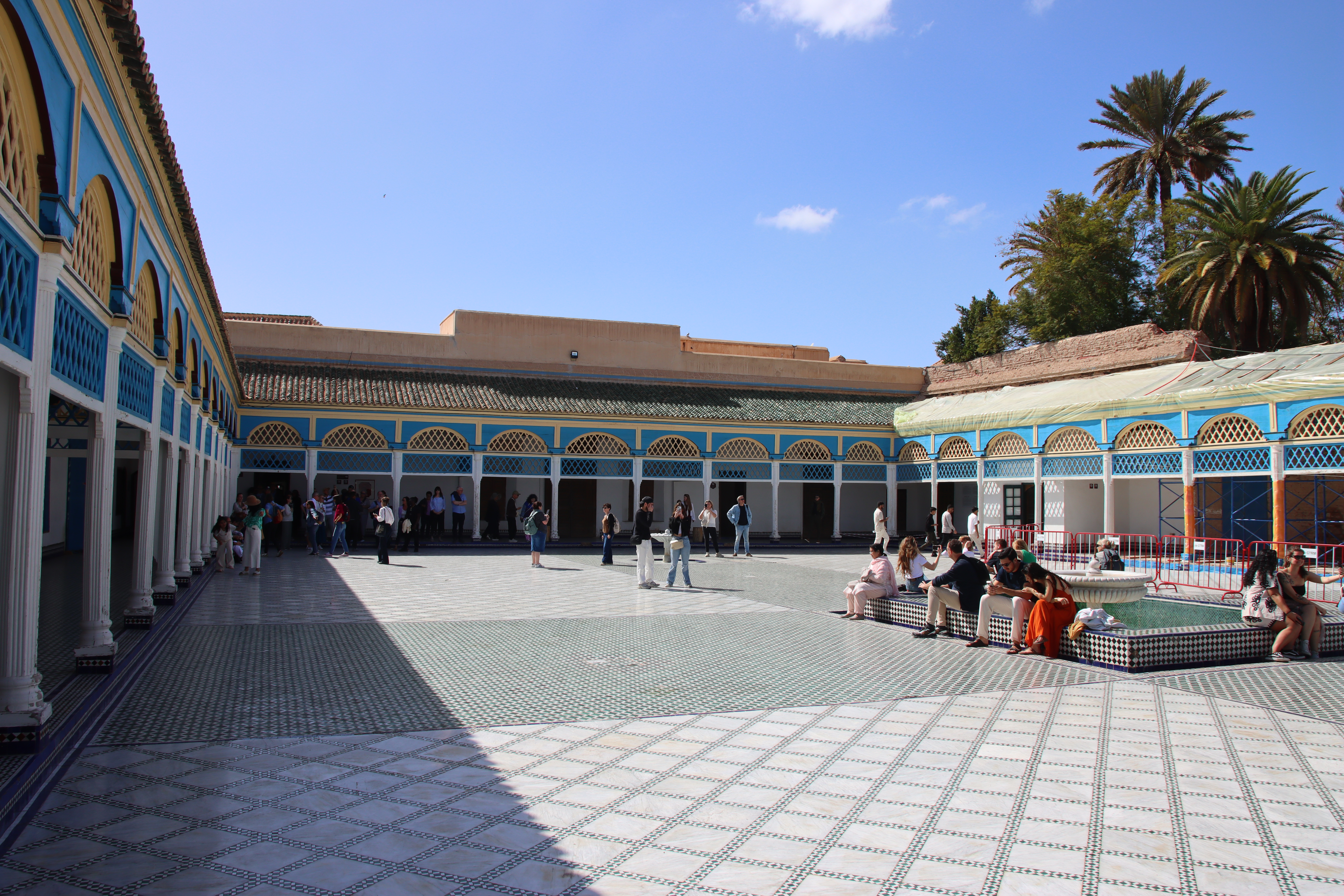
Nádvoří paláce Bahia
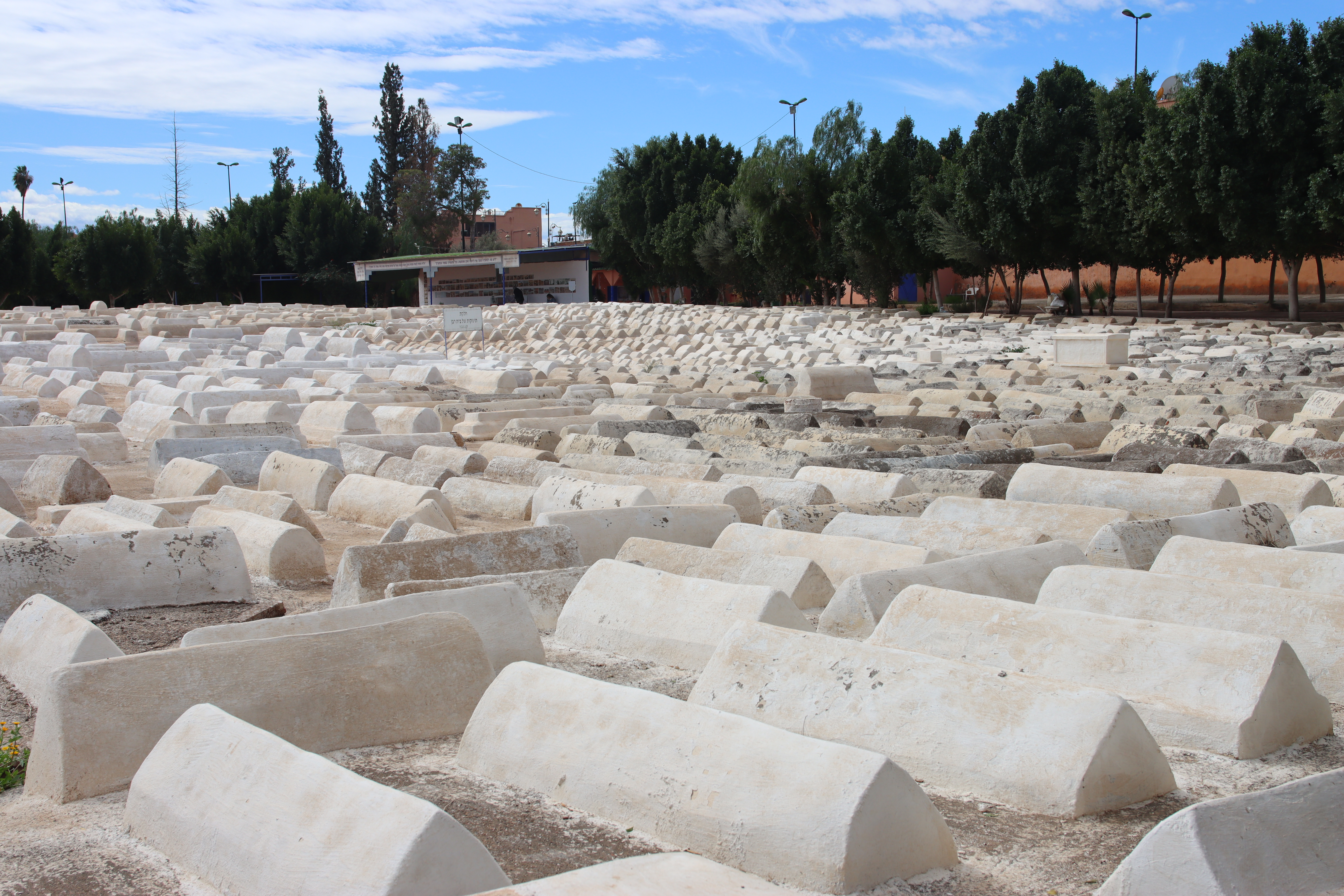
Židovský hřbitov Miara
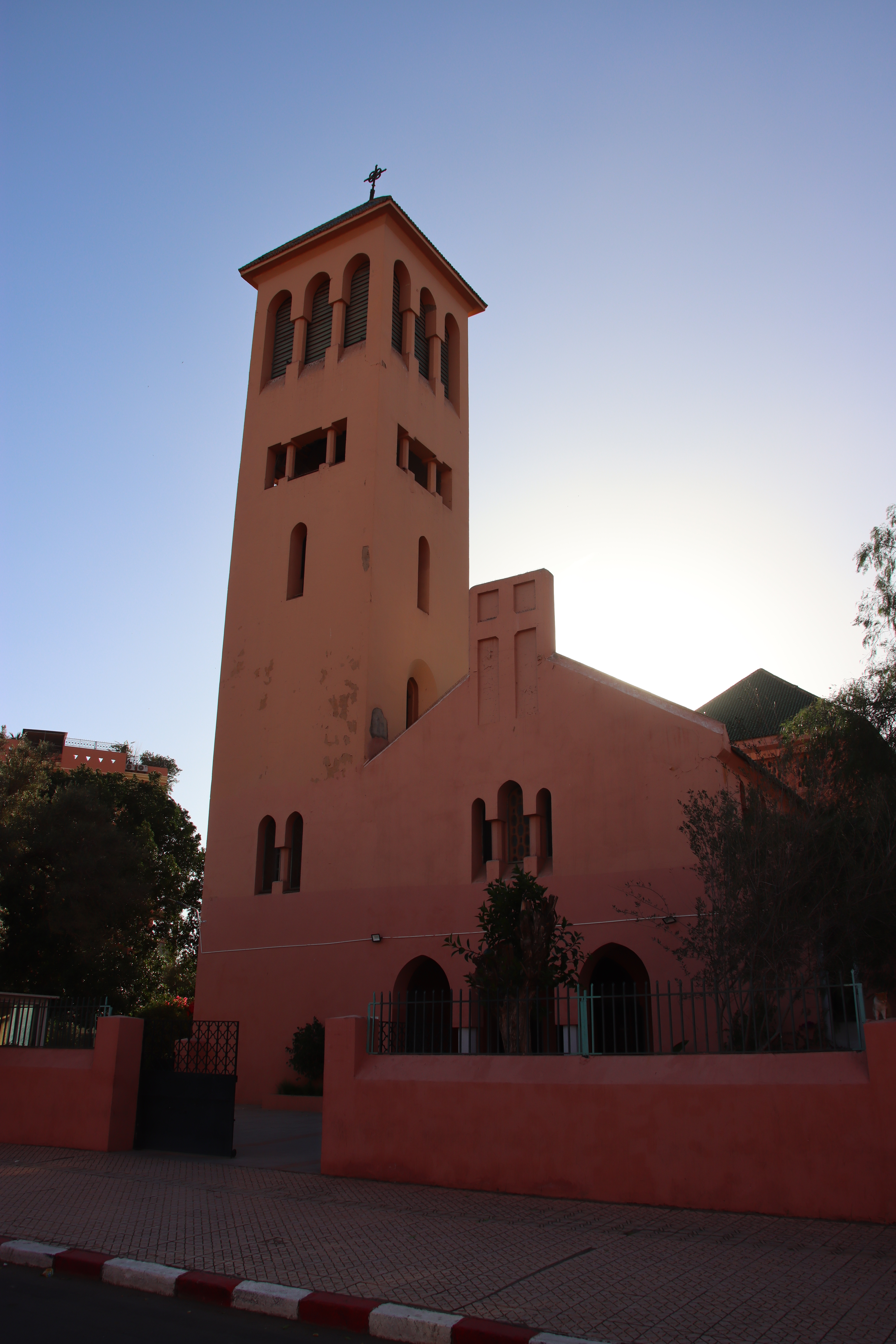
Katolický kostel svatých Mučedníků
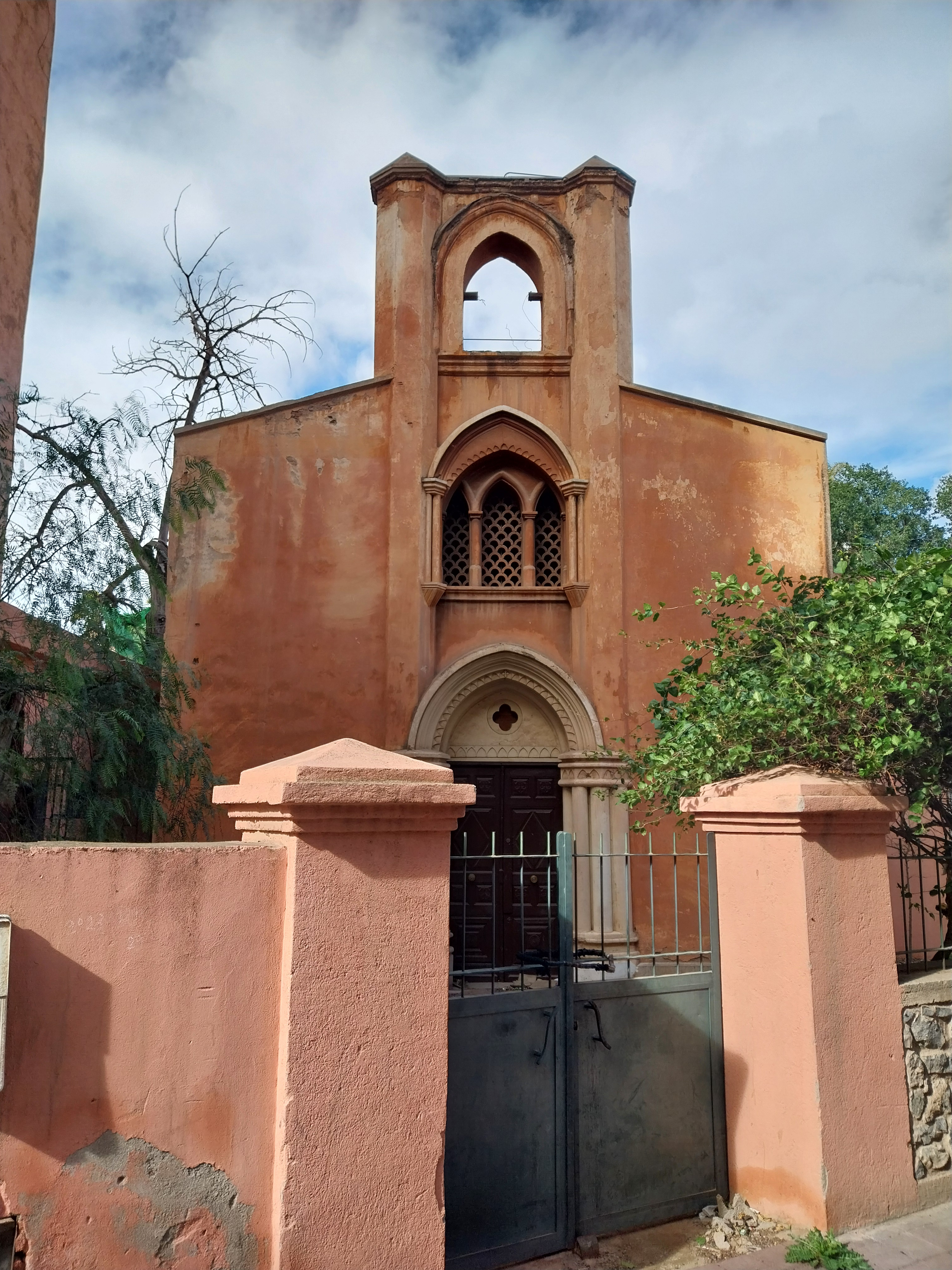
Bývalá protestantská kaple ve čtvrti Guéliz
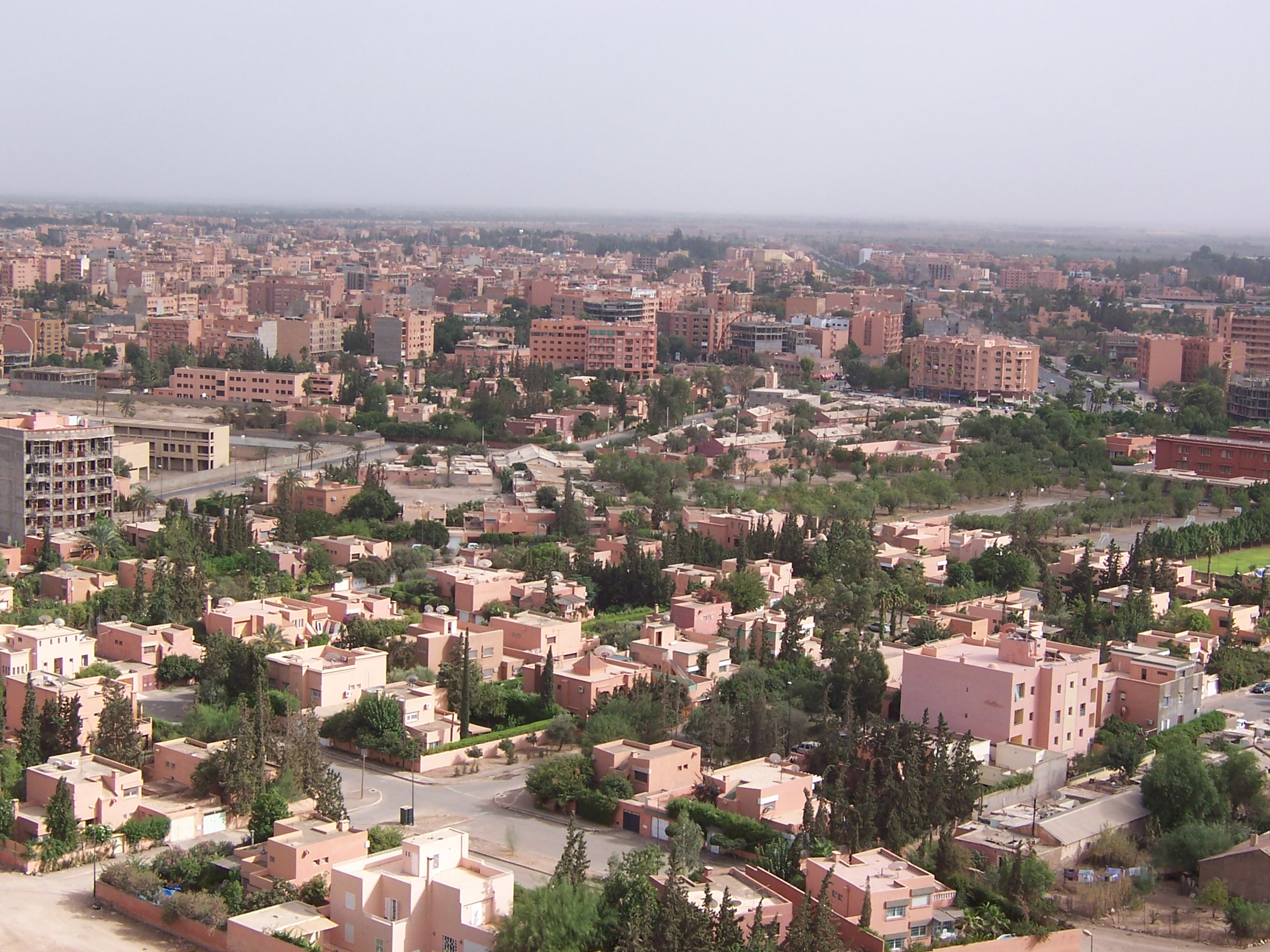
Novodobá zástavba